# Akeley (cràter)
Akeley és un cràter d'impacte en el planeta Venus de 23,4 km de diàmetre. Porta el nom de Delia Akeley (1875-1970), exploradora estatunidenca, i el seu nom va ser aprovat per la Unió Astronòmica Internacional el 1994.